# Église de la Miséricorde de San Casciano in Val di Pesa
L'église de la Miséricorde (italien : chiesa della Misericordia), aussi appelée église Sainte-Marie-de-la-Prairie (italien : chiesa di Santa Maria del Prato), est un édifice religieux catholique situé à San Casciano Val di Pesa, dans la ville métropolitaine de Florence et appartenant au diocèse de la même ville, en Italie. Bâtie au XIVe siècle, elle contient des œuvres très importantes comme le Crucifix de Simone Martini et la chaire de Giovanni di Balduccio.

## Histoire

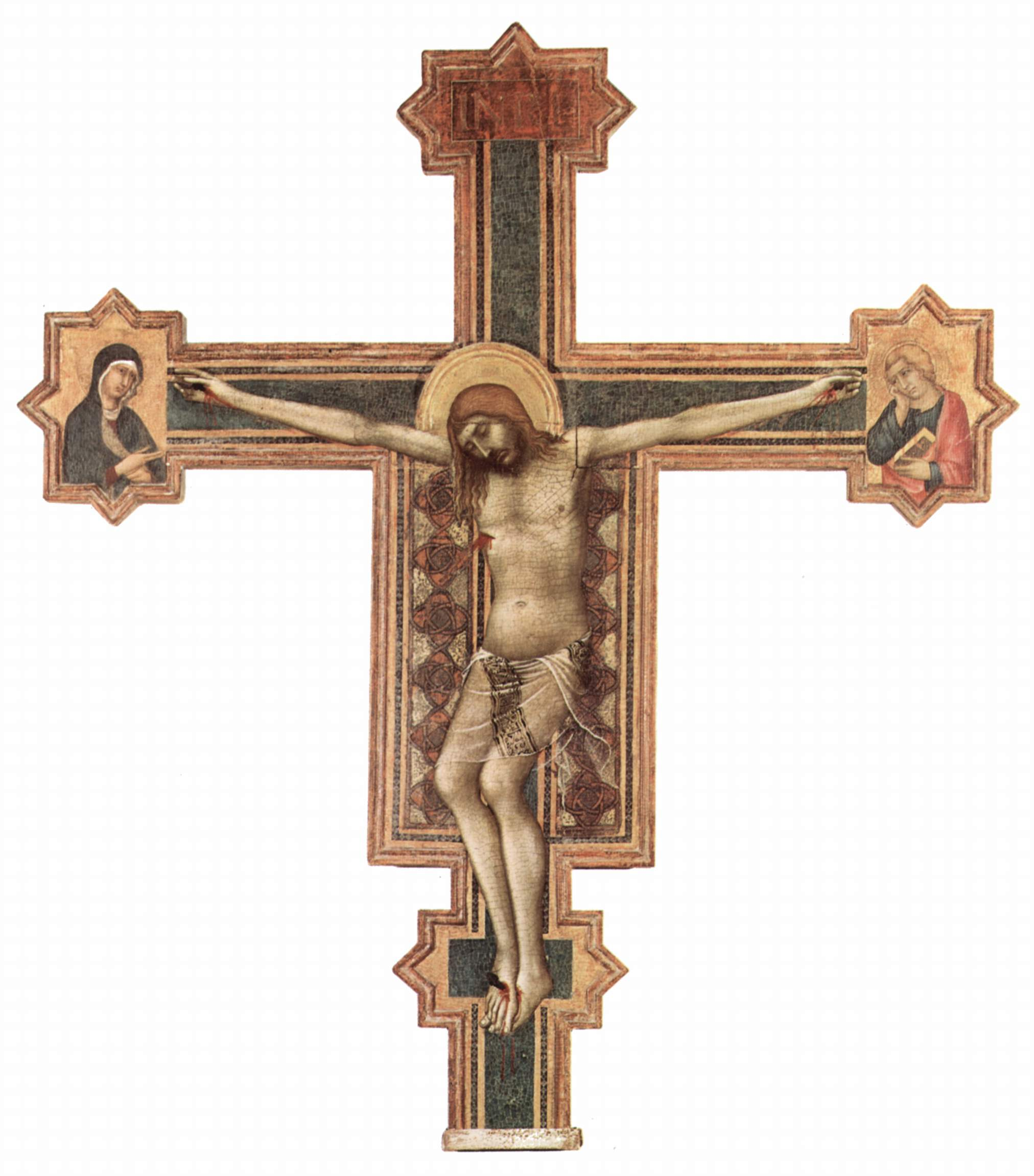
Simone Martini, Crucifix

Fondée par les Pères dominicains de Santa Maria Novella, l'église remonte à 1304 ; une bulle écrite à Florence par Niccolò Alberti, évêque d'Ostie et Velletri et légat du pape, qui en autorise la construction, est conservée. 
Au XVIe siècle, l'église a été profondément modifiée dans le style baroque : le décor intérieur a été changé, on a ajouté une sacristie derrière le presbytère et une fenêtre de l'abside a été murée. Elle est devenue, en 1631, la siège de l'Arciconfraternita della Misericordia de San Casciano. Au début du XVIIIe siècle, quatre autels ont été érigés le long des murs latéraux par des riches familles de la ville comme les Bambagini, les Ninci et les Borromeo, dont la branche toscane possédait la villa voisine du même nom.
Pendant la Seconde Guerre mondiale, l'église, comme d'ailleurs toute la ville, a subi de graves dommages, et une profonde restauration se rendit nécessaire, qui a en part récupéré son aspect médiéval. 

## Description

### Extérieur
Les murs externes sont constitués de cailloux de rivière disposés irrégulièrement selon l'usage médiéval du filaretto. La pietra serena est utilisée pour le portail, la cimaise et dans les pierres d'angle. L'aspect très simple est le résultat d'une restauration d'après la guerre; en fait, les photographies prises au début du XXe siècle nous montrent que l'extérieur de l'église était plâtré et peint en bandes horizontales noires et blanches. La porte en bois, œuvre d'un artisan local, est  datée de 1650. 
Deux pierres tombales de 1624 sont murées dans le côté est de l'église. Ils contiennent un arrêté des Otto di Balia, une institution politique de la Florence médiévale : 
LIM ILL 'ET MAGIS OTTO DI BALIA

DELLA CITTÀ DI FIRENZE PROIB

OGNI SORTE DI GIUOCO E BRUTTURA

LUNGO QUESTA CHIESA E CONVETO

SOTTO PENA DI DVA E DVA TRAT

TI DI CORDA AD MDCXXIV
Les illustres Huit

de la ville de Florence interdisent

chaque type de jeu et ordures

à côté de cette église et couvent

sous peine de deux et deux estrapades AD MDCXXIV.

### L'intérieur et les œuvres d'art
L'intérieur se compose d'une seule nef avec un  plafond à poutres exposées; quatre autels sont situèes long des côtés.  La structure à une seule nef, qui remonte aux édifices paléochrétiens, était diffusée au Moyen Age dans les églises des ordres religieux, surtout les ordres mendiants.
Sur la paroi de gauche, une Vierge intronisée avec l'enfant et les saints Catherine, Pierre, Madeleine et Bartholomée apôtre par Fra Paolino da Pistoia, datée de 1518 et restaurée à la fin du XXe siècle; le premier autel à gauche a été dédié en 1624 par la famille Bambagini et contient la peinture Madonna del Rosario de Jacopo Vignali qui montre entre autres deux personnages, vraisemblablement Marie-Madeleine d'Autriche, épouse de Cosimo II, et leur fils, puis Ferdinand II de Médicis, à onze ans; puis que la grande-duchesse ne porte pas de robe de veuve, le tableau doit être antérieur à 1621, année de la mort du grand-duc. Le deuxième autel à gauche a été construit par Camillo Borromeo en 1643 et abrite une Extase de San Carlo Borromeo, attribuée à Francesco Furini. La famille Borromeo, d'origine lombarde, possédait des biens à San Casciano. 
La chapelle principale est caractérisée par une arche en pointe; à l'origine elle devait être décorée de chaque côté, comme en témoignent quelques traces de fresques qui s'y trouvent. Au centre du presbytère, le maître-autel en pietra serena du XVIIe siècle, où sont placés des œuvres qui n'étaient pas faites à l'origine pour cette église: au centre Madonna con Bambino in trono con donatore avec les caractéristiques typiques de l'école siennoise, par Ugolino di Nerio, un élève de Duccio di Buoninsegna actif dans la première moitié du XIVe siècle; au-dessus des portes de la sacristie on retrouve San Francesco et San Pietro, ce qui reste d'un polyptyque démembré et  aujourd'hui perdu par Ugolino di Nerio ; à côté, deux peintures représentant San Tommaso d'Aquino et San Lorenzo, réalisées au XVIIe siècle par Rutilio Manetti . Sur le deuxième autel à droite, un Crucifix en bois de l'école de Donatello, provenant du proche Couvent de la Croix. 
À la droite de la chapelle, on rencontre une des œuvres les plus importantes de l'église, c'est-à-dire la Chaire réalisée pendant les premières décennies du XIVe siècle par Giovanni di Balduccio sur commande de la famille Bonaccorsi. La chaire est soutenue par deux corbeaux: celle de gauche en pietra serena, très primitive, était réalisée par un tailleur de pierre inconnu lors d'une restauration; celle de droite est en marbre et porte les armoiries de la famille. La chaire est signée par l'auteur : sur la base, à droite, l'inscription « HOC OPUS FECIT IOHS BALDUCCII MAGISTE D PISIS ».
Au-dessus des courbeaux, le front de la chaire est composée de deux plaques en marbre qui représentent l’Annonciation (Archange Gabriel à gauche et Marie à droite); sur les plaques latérales, les figures de Saint Dominique à droite et de Saint Pierre martyr à gauche. Les carreaux sont entourés de corniches de marbre vert de Prato. 
Dans le premier autel à droite, commandé en 1624 par les Bambagini, se trouve la Circoncision de Jésus par Jacopo Vignali. À droite de cette chapelle, l'autre œuvre la plus précieuse de l'église: le Crucifix de Simone Martini, probablement peinte avant 1321. La croix est intacte à l'exception de la base qui a été sciée, peut-être pour faciliter son placement sur un autel. Les figures latérales des personnes en deuil ont été faites par un élève. Cette œuvre a fait l'objet d'une longue et soignée restauration, réalisée par l'Opificio delle pietre dure de Florence et achevée en 2019.
La paroi de fond de l'église a deux édicules en pietra serena du XVIIe siècle; une lunette représentant la Vierge et les anges de l'école florentine du XVe siècle, placée autrefois sous l'arc de la chapelle principale, a été placée au-dessus du portail d'entrée. 

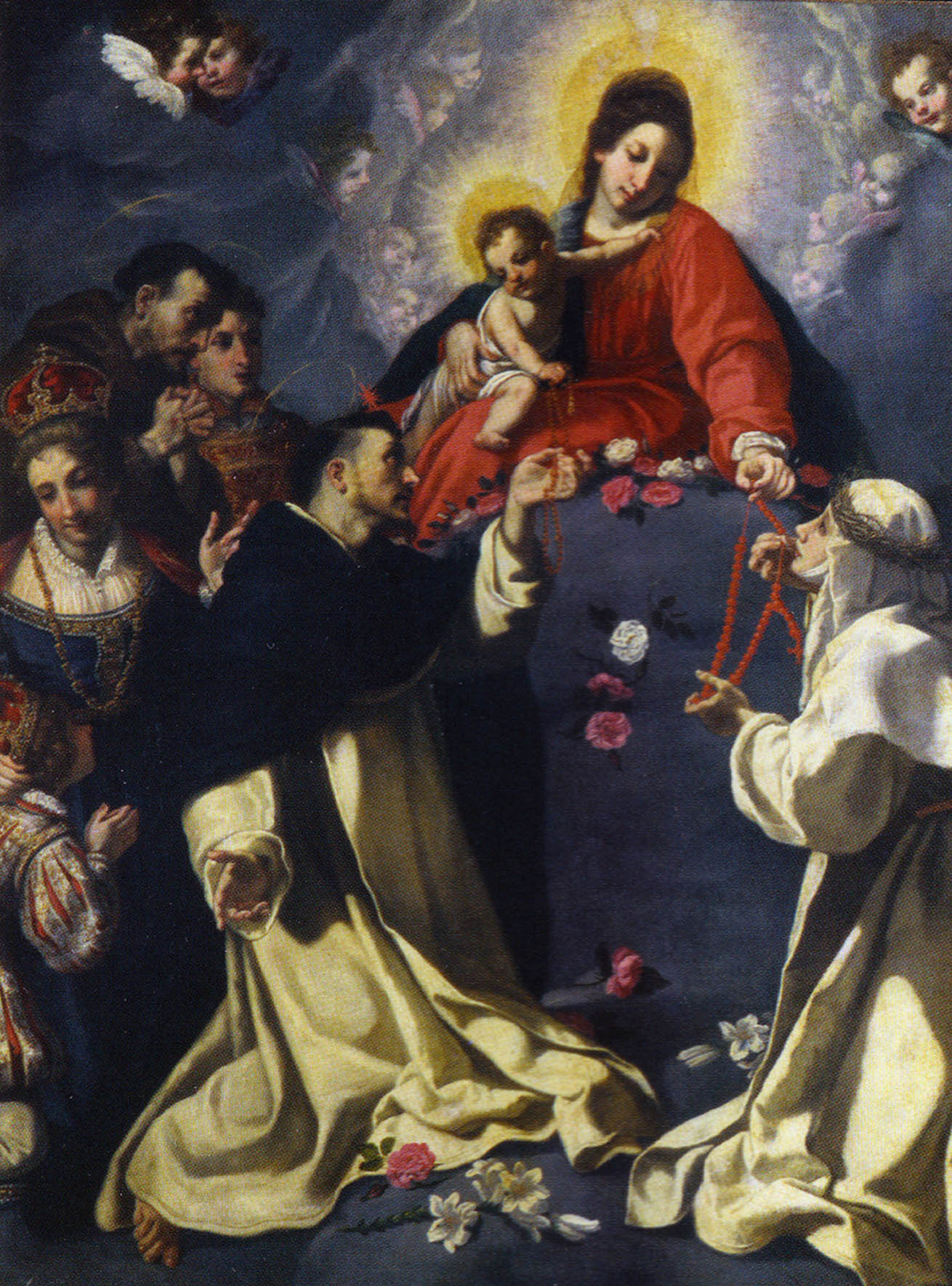
Jacopo Vignali, Vierge du Rosaire
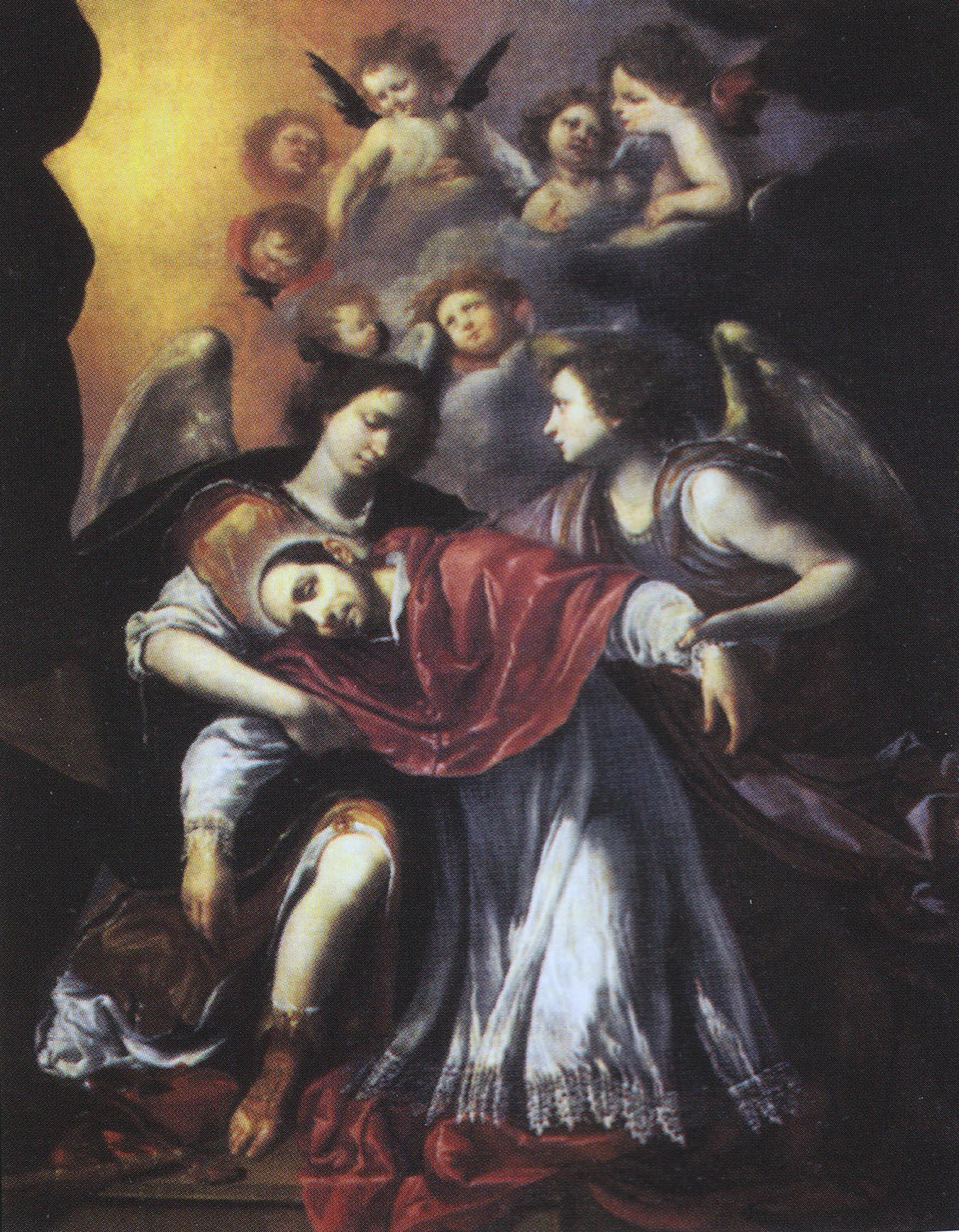
Francesco Furini, extase de San Carlo Borromeo
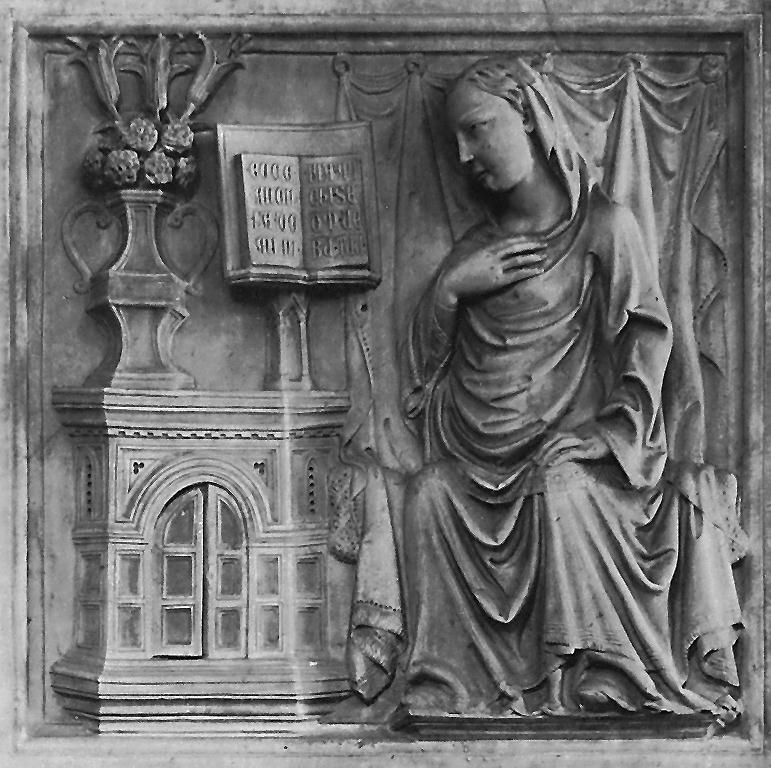
Giovanni di Balduccio, Annonciation
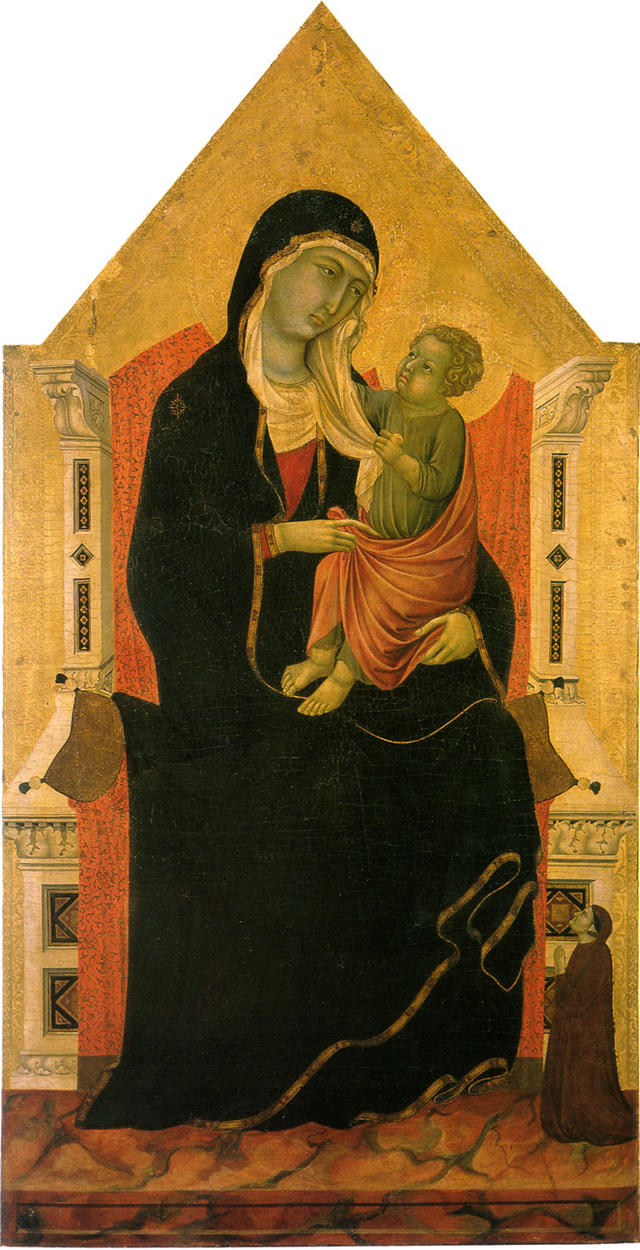
Ugolino di Nerio, Madonna à l’enfant  en trône avec  un donateur
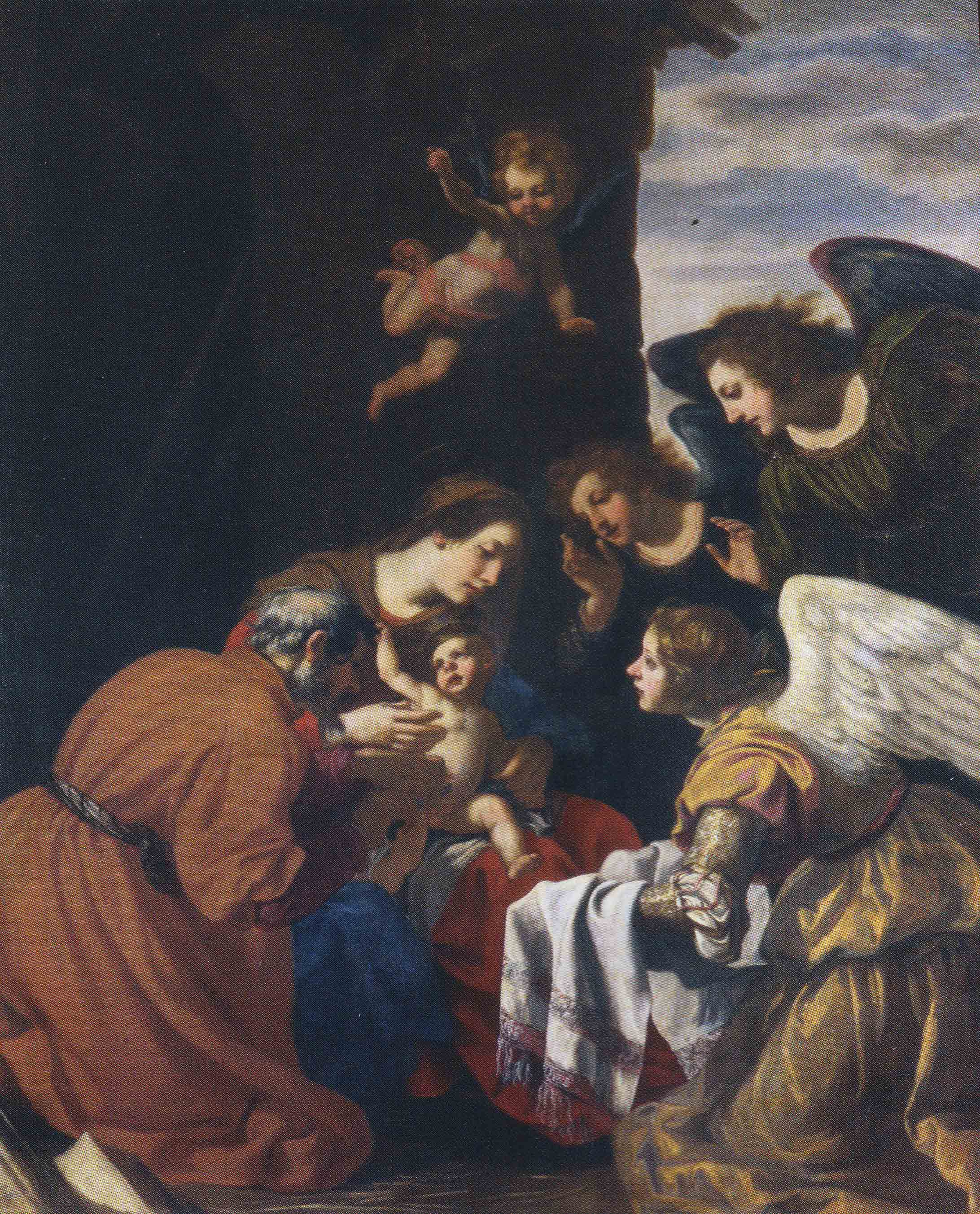
Jacopo Vignali, circoncision de Jésus